# Royston Tan
 (février 2015).
Si vous disposez d'ouvrages ou d'articles de référence ou si vous connaissez des sites web de qualité traitant du thème abordé ici, merci de compléter l'article en donnant les références utiles à sa vérifiabilité et en les liant à la section « Notes et références ».
Royston Tan (chinois simplifié : 陈子谦; pinyin : Chén Zǐqiān; né le 5 octobre 1976) est un réalisateur de Singapour.
Il est diplômé de l'École polytechnique Temasek de Singapour, dont il a suivi les cours de communication visuelle.
Il commence à être connu depuis ses courts métrages Sons (2000), Hock Hiap Leong (2001), 48 on AIDS (2002), Mother (2002) et 15 (2002). La revue Time le désigne comme l'un des 20 héros asiatiques de moins de 40 ans.
Ses films décrivent généralement des personnages asociaux. Ses films sont parfois très crus et hystériques comme dans 15 (relations fraternelles de deux amis adolescents d'une bande de rue) ou minimalistes et introspectifs comme dans 4:30 (relations épisodiques d'un garçon de 12 ans, dont les parents sont absents, avec un homme dépressif de 30 ans, colocataire de son immeuble).
Les dialogues sont généralement en mandarin standard mais peuvent utiliser des phrases aux langues chinoises minnan également utilisées à Singapour.

## Filmographie
Longs métrages
- 2003 : 15 (十五 15）
- 2006 : 4:30
- 2007 : 881
- 2008 : 12 Lotus (12莲花)
- 2015 : 7 Letters, segment Bunga Sayang

### Courts métrages
- 1997 : Adam.Eve.Steve
- 1999 : Jesses
- 2000 : Sons
- 2001 : Hock Hiap Leong
- 2002 : 48 on AIDS
- 2002 : 24 HRS
- 2002 : Mother
- 2002 : 15
- 2003 : The Old Man and The River
- 2003 : 177155
- 2004 : Cut
- 2004 : The Blind Trilogy (Blind, Old Parliament House et Capitol Cinema)
- 2004 : The Absentee
- 2005 : Careless Whisperer
- 2005 : New York Girl
- 2005 : Monkeylove
- 2005 : DIY
- 2006 : Sin Sai Hong
- 2007 : After the Rain
- 2008 : My SARS lover